# X Batallón de Fortaleza de la Luftwaffe
El X Batallón de Fortaleza de la Luftwaffe (X. Luftwaffen-Festungs-Bataillon) fue una unidad de la Luftwaffe durante la Segunda Guerra Mundial.

## Historia
Fue formado en septiembre de 1944 a partir del 1210.º Batallón de Campaña de la Luftwaffe, con 3 compañías, fue transferido al XV Ejército en Arnhem. Para la formación se recurrió a personal de la 1ª Escuela de Observadores de artillería en Thorn, 2ª Escuela de Observadores de artillería en Hörsching, 3ª Escuela de Observadores de artillería en Tutow y 4ª Escuela de Observadores de artillería en Parow. Después de la formación, el batallón se trasladó a Venlo y después se desplegó a las posiciones defensivas en el área de Geilenkirchen. A mediados de septiembre de 1944, el personal de vuelo fue retirado del batallón y se destinó el puesto de reunión de Quedlinburg, por lo que permaneció mucho tiempo con puestos de oficiales vacantes. El 20 de septiembre de 1944, el batallón fue subordinado a la 275.ª División de Infantería. Fue supuestamente asumido por la 526.ª Divisióon el 27 de septiembre de 1944. El 31 de octubre de 1944 fue absorbido para formar parte de la 176.ª División de Infantería. A mediados de octubre de 1944, el batallón se trasladó al área de Roermond y el 20 de noviembre de 1944 fue renombrado II Batallón/1219.º Regimiento de Granaderos.
| Unidad       | Correo Postal |
| Plana Mayor  | 63175 A       |
| 1.ª Compañía | 63175 B       |
| 2.ª Compañía | 63175 C       |
| 3.ª Compañía | 63175 D       |

Nota: En otras fuentes se menciona que a finales de septiembre de 1944 fue subordinado a la 176.ª División de Infantería.

## Subordinación
- 20 de septiembre de 1944 - 275.ª División de Infantería